# А сада нешто сасвим другачије
А сада нешто сасвим другачије (енгл. And Now for Something Completely Different) је британска скеч комедија из 1971. године, заснована на телевизијској хумористичној серији Летећи циркус Монтија Пајтона која садржи скечеве из прве две сезоне серије. Наслов је преузет из фразе која се користи у овој серији.
Филм, објављен 28. септембра 1971. у Уједињеном Краљевству и 22. августа 1972. у Сједињеним Државама, састоји се од 90 минута скечева и анимираних секвенци виђених у прве две сезоне телевизијске серије. Сви скечеви су рекреирани за филм без публике, а били су намењени америчкој публици која још није видела серију. Спикер (Џон Клиз) се накратко појављује између неких сцена како би изнео реплику „А сада нешто сасвим другачије”, у необичним ситуацијама као што су његово печење на ражњу и лежање на столу у малом ружичастом бикинију, као и пуковник (Грејам Чепмен), који прекида сцене сматрајући их „превише блесавим”.

## Позадина
А сада нешто сасвим другачије је први дугометражни филм Монтија Пајтона, састављен од неких добро познатих скечева из прве две сезоне Летећег циркуса, укључујући скечеве „Мртав папагај”, „Песма дрвосече”, „Глупан више класе године”, „Паклене баке”, скеч „Миг, миг” и др. Оригиналне сцене су рекреиране за филм са изузетно ниским буџетом, често мало преправљене и монтиране. Финансирао га је извршни директор часописа Playboy у Уједињеном Краљевству, Виктор Лоунс, а филм је требало да помогне Монтију Пајтону да продре на америчко тржиште. Иако је филм у почетку био неуспешан у Сједињеним Државама, финансијски је добро прошао у Уједињеном Краљевству, а касније и на америчком тржишту током поноћних приказивања, након што су Пајтони тамо постигли одређени успех, након њиховог првог пуштања на америчкој телевизији и објављивања филма Монти Пајтон и Свети грал. Група није сматрала овај филм успешним, али данас ужива култ међу фановима Пајтона.

## Продукција
Филм је био идеја предузетника Виктора Лоунса, који је убедио групу да би играни филм био идеалан начин да их представи на америчком тржишту. Лоунс је био извршни продуцент. Продукција филма није ишла сасвим глатко. Лоунс је покушао да оствари знатно већу контролу над групом него што су били навикли на BBC-ју. Конкретно, он се толико оштро противио једном лику — „Кену Шебију” — да је његово појављивање уклоњено, иако су сцене и из ове и из другог избаченог скеча, „Летеће овце”, објављене у Великој црвеној књизи Монтија Пајтона. Тери Џоунс и Мајкл Пејлин касније су се жалили да је велика већина филма била „ништа друго до шала иза столова”.
Још једна свађа са Лоунсом догодила се када је Тери Гилијам дизајнирао уводну шпицу за филм. Пошто су имена Пајтона била приказана у каменим блоковима, Лоунс је инсистирао да се његово име прикаже на сличан начин. У почетку, Гилијам је то одбио, али је на крају био приморан да попусти. Гилијам је потом створио другачији стил заслуга за Пајтоне, тако да је у коначној верзији филма, Лоунсова заслуга једина која се појављује на тај начин.

## Буџет
Буџет филма је износио 80.000 фунти, од чега је 40% било од Лоунса. Ово је аутореференцијално признато у анимираном скечу „Аутомобили убице”; наратор (кога је глумио Ерик Ајдл) помиње да је „сцена тако спектакуларних размера да се никада у животу не би могла видети у оваквом нискобуџетном филму... ако примећујете, ни моја уста се не померају”. Филм је сниман на локацији у Енглеској и у напуштеној млекари (уместо на скупљој звучној сцени) током последњих месеци 1970. године. Буџет је био толико низак да се неки ефекти виђени у телевизијској серији нису могли поновити у филму.

## Порекло фразе
Порекло фразе приписује се Кристоферу Трејсу, оснивачу и презентеру дечјег телевизијског програма Плави Питер, који ју је (са пуном озбиљношћу) користио као везу између сегмената.
Многе од раних епизода Летећег циркуса Монтија Пајтона приказују спикера разумног изгледа (кога глуми Џон Клиз) обученог у црно одело и који седи за дрвеним столом, који се међутим налази на некој смешној локацији као што је иза решетака кавеза у зоолошког врта или у ваздуху где се држе у висину малим причвршћеним пропелерима. Спикер би се окренуо публици и најавио „А сада нешто сасвим другачије”, покрећући уводну шпицу, почевши од друге сезоне серије.
Фраза је такође коришћена за прелазе у серији. Често би се додавала да би се боље објаснила транзиција, на пример, „А сада нешто сасвим другачије: човек са касетофоном у носу свог брата”.

## Улоге
Сваки глумац игра више различитих ликова.
- Грејам Чепмен
- Џон Клиз – Спикер
- Тери Гилијам – Анимације
- Ерик Ајдл
- Тери Џоунс
- Мајкл Пејлин
- Керол Кливленд
- Кони Бут

## Скечеви
1. „Како да не будете виђени” (првобитно виђен у 11. епизоди друге сезоне Летећег циркуса Монтија Пајтона): Пародија на владин филм која прво показује важност невиђења, а затим се претвара у скеч разних ствари које бивају дигнуте у ваздух, што забавља наратора (Џон Клиз). Наратор се на крају сабере, каже „А сада нешто сасвим другачије” и бива дигнут у ваздух.
2. „Анимација – Уводна шпица”: Анимирао Тери Гилијам.
3. „Човек са касетофоном у носу” (С1, Е9): Одмах после уводне секвенце, појављује се екран који најављује „Крај” филма. Водитељ (Тери Џоунс) ступа на сцену, објашњава да је биоскоп преценио дужину филма и најављује прекид. У међувремену, приказана су два кратка филма – један у коме глуми човек (Мајкл Пејлин) са магнетофоном у носу (који свира Марсељезу) и други са човеком са магнетофоном у носу свог брата (Грејам Чепмен) (са кратким „стерео” сегментом на крају другог филма, у којем се оба магнетофона пуштају мало несинхронизовано).
4. „Прљави мађарски речник” (С2, Е12): Мађарски господин (Клиз) улази у продавницу дувана и чита из свог речника изјаву: „Нећу купити ову плочу, изгребана је” (верујући да је то захтев за цигарете). Након сличних погрешних превода, он и власник (Џоунс) успевају да договоре куповину кутије цигарета, све док Мађар, вођен речником, не пређе у сексуалне инсинуације („Желиш ли да дођеш код мене, хопа-цупа?”). Инцидент добија драматичан преокрет јер дуванџија користи речник да преведе цену на мађарски, након чега га Мађар удара задњим директом. Мађарски господин је брзо ухапшен због напада, али је пуштен и уместо тога је ухапшен аутор лажног речника (Пејлин). На суђењу аутору, тужилац (Ерик Ајдл) тврди да је у речнику фраза која значи „Можете ли ме упутити на станицу?” преведена енглеским изразом „Молим вас помилујте моју задњицу”, што води до прве ексклузивне везе у филму, у којој други Мађар (Џоунс) користи поменуту неприкладну енглеску фразу на локалном господину (Чепмен), који му затим даје одговарајућа упутства до станице.
5. „Анимација – Земља руку” (С2, Е3): Анимација која приказује исечене руке као биљке и животиње.
6. „Анимација – Самоубиство бријача” (С2, Е1): Старији мушкарац ставља крему за бријање по целој својој глави и одсеца је.
7. „Брачни саветник” (С1, Е2): Артур и Дидри Пјути (Пејлин и Керол Кливленд) одлазе код брачног саветника (Ајдл), који игнорише Артурово прилично досадно објашњење њихове ситуације и отворено флертује са Дидри, те на крају каже Артуру да напусти собу како би могао да води љубав са његовом женом. Првобитно потиштен оваквим развојем догађаја, господин Пјути бива опкорен небеским гласом (Клиз), који му каже да „узме ствар у своје руке” и тако му јача самопоуздање... али његов покушај да преузме команду над ситуацијом не успева, што на крају доводи до тога да се на њега баци тег од 16 тона.
8. „Анимација – Колица месождерка” (С1, Е2): Човек гура колица за бебе која прождиру неколико старица, све док намеравана жртва не буде спасена интервенцијом разбеснелог гледаоца (рука Гилијама и глас Кони Бут) – који посегне у екран, окреће колица и поставља их да нападну свог власника. Старица је одвезена камионом, а замењена је статуом Микеланђеловог Давида.
9. „Анимација – Давидов лист” (С1, Е6): Анимирана рука покушава да уклони смоквин лист штитећи скромност поменуте статуе, и након кратке борбе успева, откривајући – не очекиване мушке гениталије, већ главу старице који захтева да се оваква смутња не приказује на платну.
10. „Миг, миг” (С1, Е3): Седећи у бару, мушкарац (Ајдл) пита другог мушкарца (Џоунс) о његовој жени, уз немилосрдни ток несуптилних сексуалних наговештаја. Испоставља се да он једноставно жели да зна: „Како је то?”
11. „Самоодбрана од свежег воћа” (С1, Е4): На курсу самоодбране, мајор (Клиз) учи своје ученике (Чепмен, Џоунс, Пејлин и Ајдл) како да се одбране од нападача наоружаног свежим воћем. Овај скеч почиње тако што часна сестра (Гилијам, кога је синхронизовала Бутова) каже „Па, мислим да је прецењен” као одговор на претходни скеч – још једна веза која је ексклузивна за овај филм. (напомена: Ова верзија је много краћа од оригиналне ТВ верзије.)
12. „Пуковниково упозорење” (С1, Е8): Напети пуковник (Чепмен) упозорава филм да након претходног скеча не треба поново да буде превише блесав и наређује редитељу да пређе на нову сцену.
13. „Паклене баке” (С1, Е8): Документарни извештај о деликвентском урбаном понашању, који укључује „Паклене баке” (антисоцијалне старице), „Беби крадљивце” (мушкарце обучене као бебе, који краду насумичне људе са улице) и злобне банде „Скрените лево” знакова, током ког пуковник зауставља скеч јер је постао „сувише блесав”.
14. „Марш камп” (С2, Е9): Војни вод изводи прецизно марширање на веома женствен начин, што пуковник поново сматра блесавим („и помало сумњиво, мислим”) и замењује га цртаним филмом.
15. „Анимација – Принц и црна тачка” (С2, Е6): Анимација приказује принца који добија тачку на лицу, будаласто је игнорише и умире од рака. Тачка тада одлази да тражи срећу и удаје се за другу тачку.
16. „Експедиција на Килиманџаро” (С1, Е9): Артур Вилсон (Ајдл) одлази код сер Џорџа Хеда (Клиз) да би се придружио експедицији на планину Килиманџаро, али интервју брзо пада у хаос због Хедовог необичног случаја двоструког вида и другог члана експедиције (Чепмен) који уништава канцеларију. Сцена се завршава када се Хед запрепасти када види следећу сцену, јер му вероватно изгледа као млада жена са два пара груди.
17. „Девојке у бикинијима” (С2, Е9): Секси младе жене позирају у бикинијима уз звук развратног мушког балављења, које се нагло завршава када се камера окреће ка Клизу како заваљен на столу у ружичастом бикинију и лептир машни изговара фразу: „А сада нешто сасвим другачије”.
18. „Хоћеш да дођош код мене?” (С1, Е13): Човек (Пејлин) прича полицијском инспектору (Клиз) о крађи, и након непријатне тишине, одлучује да позове наведеног полицајца код њега кући, вероватно за секс. После неког тренутка, полицајац се слаже и прати човека.
19. „Екзибициониста” (С1, Е8): Чини се да мушкарац (Џоунс) у прљавом кишном мантилу показује своје голо тело женама на улици. Затим исто уради према камери, откривајући да је потпуно обучен, а око врата му виси знак са натписом „Бу!”
20. „Анимација – Америчка одбрана/огласи” (С2, Е11): Секретара средњих година прогутају хорде жутих створења која личе на кинеске војнике током Културне револуције. Сегмент се претвара у серију пропагандних реклама за америчку одбрану, пасту за зубе и Shrill Petrol. Овај сегмент се изненада завршава када је оглашивач за Shrill Petrol (коме глас позајмљује Пејлин) одгуран ван екрана док прецењује ефикасност свог производа.
21. „Анимација – Никад ме нећеш ухватити живог, пандуру!” (С1, Е6): Убица оглашивача Shrill Petrol-а крије се у канти за смеће, али је савладан када полиција баци на њега тег од 16 тона, што доводи до пародија логотипа компанија 20th Century Fox и MGM који представљају следећи скеч.
22. „Анимација – Конрад Пус и његови плесни зуби” (С2, Е10): Гилијамова анимирана фотографија на којој његови зуби плешу уз музику Јозефа Вагнера „Под двоструким орлом”.
23. „Музички мишеви” (С1, Е2): Кен Јуинг (Џоунс) има „музичке” мишеве, наводно обучене да цвиле одређеним тоновима. Он најављује да ће свирати „Три слепа бела миша”, али једноставно почиње да их удара огромним маљем док сам певуше мелодију. Његова публика је бесна и тера га из ноћног клуба.
24. „То је уметност” (С1, Е1): Публика јури Јуинга у телевизијски студио, прекидајући ток шоу (који је водио Ајдл) у којем водитељ (Клиз), покушавајући да створи присност, назива свог госта – филмског режисера сер Едварда Роса (Чепмен) – све неприкладнијим надимцима: „Тед”, „Еди Бејби”, „мачкица”, „анђеоске гаће” и „Френк”... тврдећи да је „председник Никсон имао јежа по имену Френк”. Када коначно почне да користи мање упитна имена за свог госта и гост је коначно убеђен да разговара о свом најновијем филму, водитељ му брзо каже да ућути... када се Кен Јуинг поново појављује у студију, а и даље га јури бесна руља, и бежи кроз излаз на улицу.
25. „Заведени млекари” (С1, Е3): Млекара (Пејлин) заведе љупка жена (Кливлендова) на вратима куће и он је прати унутра, али бива закључан у соби са другим млекарима, „од којих су неки веома стари”.
26. „Најсмешнија шала на свету” (С1, Е1): Ернест Скриблер (Пејлин), који је приказан како пише претходни скеч и одбацује га, има изненадну инспирацију и пише најсмешнију шалу на свету – свако ко је чује или прочита ће умрети од смеха. Набавља је британска војска која је преводи на немачки, стварајући разорно оружје које односи победу у Другом светском рату. (напомена: Овај скеч је знатно краћи него у оригиналној ТВ верзији.)
27. „Анимација – Старица чека аутобус” (С2, Е9): У другој сцени која је ексклузивна за овај филм, анимирани човек (заснован на портрету Хенрија VII од Енглеске, коме глас даје Клиз) покушава да се извини због лошег укуса претходног скеча, али га омета анимирана жена која му показује своје наго тело, и одлази (на својим прстима) да јури за њом. Тада на лице места долази старица и покушава да ухвати аутобус, али он пролази поред ње. Наилази други аутобус, али и он пролази. Када дође трећи аутобус, жена га спотакне ногом и преврне како би могла да се укрца.
28. „Анимација – Аутомобили убице” (С2, Е9): У покушају да обуздају пренасељеност, аутомобили постају опасни и почињу да једу људе. На крају, створена је џиновска мачка мутант да се избори са овом претњом. Овај план функционише савршено – град је спашен – све док мачка не почне да једе зграде. Још један ексклузивни део овог филма алудира на катаклизмичну битку против џиновске мачке мутанта која се дешава ван екрана, коју приповеда старац (Ајдл) који је описује као „сцену тако спектакуларних размера да се никада не би могла видети у овако нискобуџетном филму... ако примећујете, ни моја уста се не мичу.”
29. „Анимација – Венера која плеше” (С1, Е8): Мачка мутант из претходне анимације пада у млевилицу за кобасице, са низом других животиња. Добијени „производ” води у косу Ботичелијеве Венере, која стоји на својој шкољки... све док рука не изађе из воде и окрене јој брадавицу као радио дугме. Почиње да свира весела музика, а Венера дивље плеше све док њено кретање не доведе до превртања шкољке, што доводи до следећег скеча (путем Венере која пада у акваријум).
30. „Мртав папагај” (С1, Е8): Ерик Пралин (Клиз) покушава да добије повраћај новца за свог преминулог папагаја, али продавац (Пејлин) одбија да призна да је папагај преминуо. У још једном скечу који се показао много краћим од свог оригиналног ТВ пандана, обртни завршетак је открио да продавац никада није желео да буде власник продавнице кућних љубимаца, да је увек желео да буде... „дрвосеча!”
31. „Песма дрвосече” (С1, Е9): Власник продавнице (Палин) пева о својој жељи да буде дрвосеча, као и о својим склоностима ка трансвестизму, а потоње је откриће које истовремено изненађује и ужасава његову девојку (Бутова) и позадинске певаче (девет канадских Маунтија – од којих су пет Чепмен, Клиз, Ајдл, Џоунс и Гилијам), који на крају одлазе са гађењем и гађају га трулим воћем. Док власник одлази потиштен, у још једној ексклузивној сцени за овај филм, пролази поред групе старица које пеку Клиза на ражњу, која још једном изјављује: „А сада нешто сасвим другачије”.
32. „Прљава виљушка” (С1, Е3): Запослени у ресторану (Џоунс, Пејлин, Ајдл и Клиз) реагују са све већом мелодрамом на прљаву виљушку дату пару у ресторану (Кливлендова и Чепмен), што резултира ужасном смрћу главног конобара (Ајдл) као и суманутом нападу кувара (Клиз). Након овога, Чепмен се окреће ка камери и каже „Срећа што им нисам рекао за прљави нож!”
33. „Анимација – Музички интерлудиј” (С1, Е2): Појављује се слика Роденовог Пољупца, са додатком неколико малих рупа дуж женске ноге. Жена исправља ногу, а мушкарац је свира као окарину.
34. „Анимација – Како направити одређене занимљиве ствари” (ексклузивна за овај филм): Смеће се баца на сцену и удара чекићем. Поприма облик руке на точковима која држи пиштољ, која се котрља у следећу сцену.
35. „Пљачкаш банке” (С1, Е10): Пљачкаш банке (Клиз) грешком помеша продавницу доњег веша за банку и покушава да је опљачка. Након што је власник продавнице (Ајдл) осујетио његове наде да ће украсти велике количине новца, пљачкаша донекле угуши његова грешка и задовољи се са паром гаћица.
36. „Сцена реке” (ексклузивна за овај филм): Клиз хода кроз реку да би стигао до свог стола и рекао (последњи пут у филму): „А сада нешто сасвим другачије”.
37. „Људи падају са високих зграда” (С1, Е12): Канцеларијски радник (Ајдл) види људе како падају поред прозора, али његов колега (Клиз) је незаинтересован, све док не схвате да се састанак одбора одржава на спрату изнад изнад и кладе се да ли ће Паркинсон бити следећи. Човек кога игра Чепмен тада пише жалбу, али баш када пише „Цео живот сам радио у високим зградама, и никада нисам...”, непозната сила га баца вриштећи са високе зграде.
38. „Анимација – Метаморфоза” (С2, Е4): Гусеница прљавог изгледа у капуту са људским цртама заспи и буди се као женствени мушки лептир.
39. „Анимација – Три особе” (ексклузивна за овај филм): Тројица људи ходају по снегу, а затим, један по један, у хармонији певају наслов следећег скеча (певају Џоунс, Пејлин и Клиз).
40. „Саветник за професионалну оријентацију” (С1, Е10): Херберт Енчови (Пејлин) више не жели да буде рачуновођа и гаји снове да буде... „кротитељ лавова!” Саветник (Клиз) сугерише да би Енчови уместо кроћења лавова одмах, требало прво да проба банкарство, што је идеја коју Херберт у почетку одбија, све док не буде обавештен да је животиња за коју је мислио да је лав у ствари мравојед, а пуки снимак лава га веома уплаши. Он очајнички виче да само жели да види своје име у светлима, а жељу му испуњава чаробна вила (Ајдл у хаљини са брковима).
41. „Уцена” (С2, Е5): Херберт је у почетку збуњен својом изненадном улогом водитеља телевизијске емисије „Уцена”, у којој прети разним грађанима откривањем осетљивих информација о њиховим сексуалним животима уколико му не плате све веће суме новца. Врло брзо улази у ту идеју, са ентузијазмом обавља своју нову, иако упитну, дужност. (напомена: Тери Џоунс дебитује овде као голи оргуљаш, након што је Тери Гилијам претходно имао ову улогу у ТВ серији.)
42. „Битка код Перл Харбора” (С1, Е11): Пуковник који мрзи блесавости се поново појављује (прозвавши претходни скеч јер је он сам једна од његових мета жртава) и представља групу жена које су чланице Батлијевог женског савеза (Пајтони у женској одећи) – на челу са Ритом Фербанкс (Ајдл) – које рекреирају напад на Перл Харбор... или, боље речено, туку једне друге својим торбицама док се ваљају у блату.
43. „Романтични интерлудиј” (С1, Е5): Брајан и Елспет (Џоунс и Кливлендова) почињу да воде љубав на кревету, након чега је приказано неколико сугестивних снимака (урушавање индустријског димњака приказано у обрнутом смеру, воз који улази у тунел, испаљени торпедо, итд.), али ови снимци су заправо само филмови које пушта Брајан, на пројектору ослоњеном на кревет. Елспет упорно пита да ли ће он заиста нешто да ради или ће само приказивати филмове целе ноћи. Брајан одговара са „Још само један, драга”, и наставља да приказује следећи и последњи скеч.
44. „Глупан више класе године” (С1, Е12): Петорица ментално заосталих припадника више класе пролазе кроз изазовну стазу са препрекама, као што су: ходање по правој линији; прескакање зида од два реда кутија шибица; и гласно залупљивање вратима аутомобила. Победник ће бити први такмичар који пуца себи у главу.
45. „Анимација – Одјавна шпица”: Приказана у типично апсурдном стилу Терија Гилијама. Различити „ликови” који се виде у шпици преузети су из разних других анимација које су виђене у серији.

## Пријем

### Америчка публика
Рецензије америчке публике биле су различите (углавном зато што британски хумор у то време америчким гледаоцима није био познат), али углавном позитивне. Када је објављен 22. августа 1972, филм је остварио мали успех на благајнама и није био популаран све до поновног издања 1974. године, након што је PBS почео да приказује оригиналну телевизијску серију у САД. Тренутно има рејтинг одобравања од 90% на сајту Rotten Tomatoes на основу 21 рецензије, са пондерисаним просеком од 6,93/10.

## Кућни медији
је објавио прво DVD издање филма; 2005. године је препакован у нови колекционарски сет под називом А сада нешто сасвим урнебесно! у којем су се налазили и филмови Монти Пајтон и Свети грал и Авантуре барона Минхаузена.